# Holothrips acutus
Holothrips acutus är en insektsart som först beskrevs av Stannard 1956.  Holothrips acutus ingår i släktet Holothrips och familjen rörtripsar. Inga underarter finns listade i Catalogue of Life.